# 나는 로봇이야
《나는 로봇이야》(I, Robot)는 아이작 아시모프의 소설로, 2004년 《아이, 로봇》이라는 이름으로 영화화되었다. 《로봇 시리즈》중 하나이다. 1950년 출판되었다.

## 같이 보기
- 아이, 로봇